# Fenimorea sunderlandi
Fenimorea sunderlandi é uma espécie de gastrópode do gênero Fenimorea, pertencente a família Drilliidae.